# تیم هاوارد
تیموتی متیو هاوارد (انگلیسی: Timothy Matthew Howard؛ زادهٔ ۶ مارس ۱۹۷۹) بازیکن فوتبال پیشین اهل آمریکا است که در پست دروازه‌بان بازی می‌کرد.
او با ۴ میلیون دلار مدتی نیز به عنوان جایگزین فابین بارتز در تیم منچستر یونایتد بازی کرد. او از پدری آمریکایی‌آفریقایی‌تبار و مادری مجاری‌تبار است. او در روز ۷ اکتبر ۲۰۱۹ از دنیای فوتبال خداحافظی کرد.